# مصطفى أحمد (لاعب كرة قدم)
مصطفى أحمد (1 يناير 1991 بالعراق - ) هو لاعب كرة قدم عراقي في مركز الهجوم. شارك مع منتخب العراق تحت 23 سنة لكرة القدم ومنتخب العراق لكرة القدم. أما مع النوادي، فقد لعب مع نادي أربيل ونادي أمانة بغداد ونادي الزوراء.